# Acacia jaubertiana
Acacia jaubertiana é uma espécie de leguminosa do gênero Acacia, pertencente à família Fabaceae.